# Shin (Vorname)
Shin ist ein männlicher Vorname.

## Herkunft und Bedeutung
Shin ist japanischer Herkunft. Mit dem Kanji-Zeichen 真 geschrieben bedeutet er Wahrheit, Wirklichkeit.

## Namensträger
- Shin Koyamada (* 1982), japanischer Schauspieler und Filmproduzent
- Shin Takahashi (* 1967), japanischer Mangaka
- Shin Terai, japanischer Musiker und Produzent